# Sasha Aneff
Sasha Aneff, vollständiger Name Sasha Alexander Aneff Medrano, (* 26. Juni 1991 in Montevideo) ist ein uruguayischer Fußballspieler.

## Karriere

### Verein
Aneffs Großvater Andrei Aneff wanderte 1944 aus Bulgarien nach Rio de Janeiro aus und arbeitete ab 1946 in Montevideo in der Fabrik Fleischman. Dort heiratete dieser in den 1950er Jahren die ebenfalls aus Bulgarien nach Montevideo emigrierte Architekturstudentin Liny Michailowska, die später auch eine bekannte uruguayische Malerin wurde. Aus dieser Ehe gingen die beiden Söhne Ivan und Andrei hervor. Letzterer, ein Architekt und Bauunternehmer, ist der Vater von Sasha Aneff. Der 1,87 Meter große Offensivakteur Aneff, der seine schulische Ausbildung an der Deutschen Schule in Montevideo (Colegio Alemán) absolvierte, stand zu Beginn seiner Karriere seit der Apertura 2010 im Erstligakader Defensors. In der Spielzeit 2010/11 wurde er dort dreimal in der Primera División eingesetzt. 2011/12 kamen zwei weitere Erstligaeinsätze hinzu. Ein Tor erzielte er nicht. Anfang 2012 wurde er an den Ligakonkurrenten Racing ausgeliehen. Drei weitere Partien in der Primera División – jeweils ohne persönlichen Torerfolg – stehen für ihn dort in der restlichen Spielzeit 2011/12 zu Buche. Sodann folgte eine Leihe in das Land seiner Großeltern, wo er für den FC Botew Wraza fünf Ligaspiele bestritt (kein Tor). Er traf dort auf seinen Landsmann Ignacio Lores, der in jener Spielzeit vom italienischen Verein US Palermo zum selben Klub verliehen war. Zur Apertura 2013 stieß er zu Centro Atlético Fénix. Noch im selben Jahr führte sein Karriereweg wieder nach Europa. Dort schloss er sich in Slowenien NK Domžale an. In der Saison 2013/14 lief er in 16 Ligaspielen für die Slowenen auf und erzielte vier Treffer. In der Spielzeit 2014/15 stand er 16-mal in der Liga auf dem Platz und schoss fünf Tore. Anfang Januar 2015 schloss er sich auf Leihbasis dem kroatischen Klub NK Osijek an. Er absolvierte dort acht Ligaspiele und schoss zwei Tore. Anfang Juni 2015 kehrte er zu NK Domžale zurück, bestritt aber keine weiteren Pflichtspiele für den Klub. Ende März 2016 verpflichtete ihn der schwedische Verein Syrianska FC. In der Spielzeit 2015/16 kam er viermal (kein Tor) zum Einsatz. Ende Juni 2016 verpflichtete ihn NorthEast United. Bislang (Stand: 25. Juli 2017) steht bei den Indern ein Ligaeinsatz (kein Tor) für ihn zu Buche.

### Nationalmannschaft
Aneff spielte auch in den Junioren-Nationalteams Uruguays.